# БТР-3
БТР-3 е украински амфибиен бронетранспортьор с колесна формула 8х8. Разработен е от Харковското конструкторско бюро по машиностроение като по-нататъшно развитие на БТР-80 и е приет на въоръжение в Украйна през 2011. Предназначен е за транспортиране на личен състав на мотострелкови подразделения и огневата им поддръжка в бой.

## История
Разработката на БТР-3 започва през 2000 г. Първият БТР-3У „Гардиан“ е проектиран по техническо задание на компанията ADCOM от ОАЕ, за да участва в конкурса за доставка на бронетранспортьори за морския корпус на ОАЕ. Проектирането на БТР-3 е завършено през 2002 г. В допълнение към ХКБМ в разработването и създаването на БТР-3 и неговите модификации участват също, Държавният научно-технически център по артилерия и стрелково оръжие (Украйна), ADCOM Manufacturing Company Ltd., WLL (ОАЕ), Deutz AG (Германия) и Allison Transmission (САЩ). В началото на ноември 2015 г. на изложението „Defense & Security-2015“ е подписано споразумение за намерението да се започне производството на BTR-3E1 и резервни части за тях в Тайланд.

## Варианти
- БТР-3У „Гардиън“ – основна преработка на БТР-94К, разработен за Обединени арабски емирства. С двигател Deutz BF6M1015 и автоматична скоростна кутия Allison MD3066. Снабден с боен модул KBA-105 „Шквал“.[2]
- БТР-3У1 – БТР-3У с боен модул БМ-3С.
- БТР-3Е – С двигател УТД-20 или Deutz BF6M1015 и с боен модул БМ-3М „Щурм-М“.
  - БТР-3Е1 – БТР-3Е, в която системата за управление на огъня „Тандем“ е заменена от системата за управление на огъня TREK
  - БТР-3Е с кула CSE 90LP произведени от белгийската компания CMI Defence – демонстрация, направена през февруари 2013 г. на IDEX-2013
  - БТР-3Е CPWS-30 – модификация от 2014 г. с боен модул CPWS-30 от белгийската компания „Cockerill“
  - БТР-3ЕУ1 – модификация на БТР-3Е, разработен и одобрен за използване във въоръжените сили на Украйна през 2015 г.
- БТР-3К – командирска машина
- БТР-3С – бронирана медицинска машина
- БТР-3БР – бронирана ремонтно-евакуационна машина
- БТР-3РК – самоходен противотанков комплекс, въоръжен с 4 пускови установки „Бариер“ (боекомплект – 16 ракети)[3] и 12,7-мм картечница НСВТ[4]
- БТР-3М1 – самоходна минохвъргачка, въоръжена с 81/82 мм оръдие и 12,7 мм картечница
- БТР-3М2 – самоходна минохвъргачка, въоръжена със 120 мм оръдие и 12,7 мм картечница
- БТР-3ДА – модификация от 2015 г.[5], с увеличена до 104 км / ч максимална скорост и подобрена защита, тежаща 16,5 тона. Приет от въоръжените сили на Украйна през ноември 2015 г.[6]
  - БТР-3ДА/70 - версия с брониран корпус, използваща шаси на БТР-70.[7]

## Оператори
- Казахстан – 2
- Мианмар – 210
- Нигерия – 10
- Обединени арабски емирства – 90
- САЩ – 1
- Тайланд – 180
- Украйна – 140
- Чад – 12